# Donderdag (lied)
Donderdag is een lied van het Nederlandse dj-trio Kris Kross Amsterdam, zanger Bilal Wahib en zangeres Emma Heesters. Het werd in 2020 als single uitgebracht.

## Achtergrond
Donderdag is geschreven door Sander Huisman, Jordy Huisman, Bas van Daalen, Joren van der Voort, Yuki Kempees, Paul Sinha, Emma Heesters, Joey Ferre, Bilal Wahib, Joost Theo Sylvio Yussef Abdelgalil Dowib en B9NNY en geproduceerd door Kris Kross Amsterdam, Yuyu van Scheppingen, Van der Voort, Van Daalen en Ferre. Het is een nummer uit het genre nederpop. Het lied gaat over de donderdag, de dag voor de liedvertellers dat ze met hun geliefde kunnen zijn en ontspannen. Het lied werd uitgegeven op een donderdag, passend bij de titel en thema van het lied. De single heeft in Nederland de gouden status.
Het was de eerste keer dat Kris Kross Amsterdam en Bilal Wahib met elkaar samenwerkten, maar met Emma Heesters had het dj-trio al de hit Loop niet weg. De samenwerking met Heesters werd nogmaals na Donderdag herhaald op Alles wat ik mis. Voor Wahib en Heesters onderling was het eveneens de eerste keer dat ze met elkaar samenwerkten. 

## Hitnoteringen
De artiesten hadden bescheiden succes met het lied in Nederland.  In de Top 40 kwam het tot de 29e plaats in de vier weken dat het in de lijst te vinden was. Het piekte op de 37e plaats van de Single Top 100 en stond zes weken in deze hitlijst.